# Rose Garden
(I never promised you a) Rose Garden is een countrysong geschreven door Joe South. Hij nam het op voor zijn eerste album Introspect (1969) en bracht de song ook op single uit (Capitol 3008, 1970). Maar het nummer werd een grote hit in de versie van Lynn Anderson.

## Lynn Anderson
Anderson nam de song op als titelsong van haar LP Rose Garden. Ze bracht het nummer op single uit in oktober 1970 (Columbia 45252). De single ging niet alleen naar de eerste plaats van de Country-hitlijst van Billboard Magazine, maar was ook een "cross-over" hit die in zeventien weken notering de derde plaats van de Billboard Hot 100 bereikte. Tevens werd het een internationale hit. Het werd een nummer 1-hit in onder meer Duitsland, Noorwegen, Japan, Australië en Nieuw-Zeeland. In het Verenigd Koninkrijk bereikte de song plaats drie in twintig weken notering in de UK Singles Chart.
Het nummer leverde Anderson een Grammy Award op voor "Best Female Country Vocal Performance" in 1971. Schrijver Joe South kreeg twee Grammy-nominaties, maar geen award, voor zijn song, in de categorieën "Best Country Song" en "Song of the Year".

### Hitnoteringen
Deze voormalige Alarmschijf werd in Nederland van de eerste plaats afgehouden door Gilbert O'Sullivans Nothing rhymed.

### Nederlandse Top 40
| Positie: | 17 | 9 | 4 | 2 | 2 | 2 | 3 | 5 | 7 | 10 | 18 | 24 | 31 | 38 | uit |

### NederlandseHilversum 3 Top 30
| Positie: | 23 | 8 | 3 | 2 | 2 | 4 | 5 | 5 | 6 | 13 | 19 | 21 | uit |

### BelgischeBRT Top 30
| Positie: | 8 | 3 | 2 | 2 | 1 | 3 | 3 | 5 | 9 | 16 | 29 | uit |

### VlaamseUltratop 30
| Positie: | 11 | 4 | 1 | 1 | 1 | 1 | 2 | 2 | 4 | 8 | 15 | 18 | 26 | uit |

### NPO Radio 2 Top 2000
| Nummer met noteringen in de NPO Radio 2 Top 2000 | '99  | '00  | '01  | '02 | '03  |
| ------------------------------------------------ | ---- | ---- | ---- | --- | ---- |
| Rose Garden                                      | 1538 | 1838 | 1832 | 228 | 1974 |

1. ↑  Een vetgedrukt getal geeft de hoogste notering aan.
2. ↑  Deze tabel is bijgewerkt tot en met de laatste editie (2024).

## Andere versies
Het lied werd door tal van artiesten opgenomen:
- Sandie Shaw (1971, single)
- Billy Jo Spears (1980, B-kant van Your good girl's gonna go badd)
- Stig Anderson (geen familie van Lynn) vertaalde de tekst van "Rose Garden" naar het Zweeds. Onder de titel "En dans på rosor" werd het een hit in Zweden in de versies van Anita Lindblom en Inger Öst.[1]
- Glen Campbell zong het op zijn LP "The Last Time I Saw Her" (1971).
- Een punkversie door The Suicide Machines staat op de soundtrack van de film "SLC Punk" over punk in Salt Lake City tijdens de regeerperiode van president Reagan.[2]
- Countryzangeres Martina McBride coverde het nummer op haar album "Timeless" uit 2005 en bracht het ook als single uit.
- Andy Williams
- Audrey Landers
- Dottie West
- Eija Merilä onder de Finse titel Luvannut En Ruusutarhaa
- Siw Malmkvist onder de Duitse titel Liebe wie im Rosengarten
- De Riwi's onder de Nederlandse titel Laat mij niet wachten